# Boys (cântec)
„Boys” este un cântec înregistrat de către interpreta americană Britney Spears pentru cel de-al treilea ei album de studio, Britney (2001). A fost scris și produs de către Chad Hugo și Pharrell Williams (cunoscuți împreună ca The Neptunes). O altă versiune a cântecului, intitulată „The Co-Ed Remix”, a fost lansată la 29 iulie 2002 prin intermediul casei de discuri Jive Records drept cel de-al șaselea și ultimul single al albumului Britney. Noua versiune a fost, de asemenea, cel de-al doilea single al coloanei sonore a filmului Austin Powers in Goldmember. „Boys” este un cântec R&B și hip hop, care include influențe funk. Noua versiune are un tempo mai lent față de versiunea albumului, iar amândouă sunt considerate ca două cântece care aduc aminte de Janet Jackson. Unii critici au lăudat chimia între Williams și Spears, de asemenea, și producția cântecului, în timp ce alții au fost de părere că piesa nu a funcționat chiar așa de bine.
Cu toate că nu a avut foarte mult succes în clasamentele Billboard din Statele Unite ale Americii, a ajuns în top 10 în clasamentele din Belgia, Irlanda și din Regatul Unit, ajungând în top 20 în Australia, Germania, Austria, Elveția, Suedia, Finlanda și Danemarca. Cântecul a primit un disc de aur în Australia. Videoclipul muzical însoțitor, regizat de Dave Meyers, a fost nominalizat la MTV Video Music Awards din 2003 pentru „cel mai bun videoclip dintr-un film.” Videoclipul îi prezintă pe Spears și Williams la o petrecere. Solista a interpretat „Boys” de câteva ori, inclusiv la  NBA All-Star Game din 2002, la Saturday Night Live, și la câteva dintre concertele sale.

## Informații generale
„Boys” a fost inițial înregistrat de către Janet Jackson înainte de a-i fi acordat lui Spears. Cântecul a fost inițial inclus pe cel de-al treilea album de studio a lui Spears. A fost scris și produs de The Neptunes (Chad Hugo și Pharrell Williams) — membrii trupei americane N.E.R.D.. Cântecul a fost înregistrat din nou ca „The Co-Ed Remix”, cu un sunet puțin mai diferit, fiind adăugată vocea lui Pharrell Williams. După includerea sa în coloana sonoră a filmului Austin Powers în Goldmember, a fost lansat ca al doilea single extras de pe coloana sonoră, după „Work It Out”, interpretat de Beyoncé care, de asemenea, este prezentă în film. A fost al șaselea single extras de pe albumul Britney. Un comunicat de presă dat publicității de către Maverick Records a descris piesa ca fiind cea care iese în evidență din întreaga coloană sonoră, și a spus că apariția lui Spears în film „aduce statutul de superstar în brigada de femei robot.” Comunicatul menționa și faptul că melodia și videoclipul „rămân fideli funkului fracturat [din] nucleul filmului.” AOL Music a lansat melodia în premieră la 13 iunie 2002 și a fost difuzată de mai mult de 1,35 milioane de ori, stabilind un nou record pentru o melodie „proaspăt lansată” la AOL Music.

## Structura muzicală și versuri
„Boys” este un cântec care combină genul R&B cu hip hop. Conform partiturii muzicale publicate de Musicnotes.com de la Universal Music Publishing Group are un tempo de 108 bătăi pe minut. În timp ce versiunea originală a albumului Britney este cântată doar de către solistă, pentru „The Co-ed Remix”, care a fost lansat ca single, Spears a colaborat cu producătorul piesei, Pharrell Williams, schimbând replici în timpul acesteia. Versiunea remix conține un tempo mai lent decât cel original. Conform ziarului Milwaukee Journal Sentinel, Williams și Spears creează o „savoare teen-pop pe jumătate rap.” Cântecul are și influențe de muzică funk. În timpul perioadei în care albumul a fost lansat, pe site-ul său oficial K-Luv a menționat faptul că piesa are aspecte de muzică soul din anii 70 și influențe din muzica lui Prince. Conform lui Alex Needham de la NME, cântecul preia influențe din muzica lui Janet Jackson. David Browne de la Entertainment Weekly a spus că piesa este o „Janet Jackson ieftină din anii 80.” Conținutul liric o vede pe Spears observând un băiat cu intenția de a „deveni obraznică”.

## Recepție

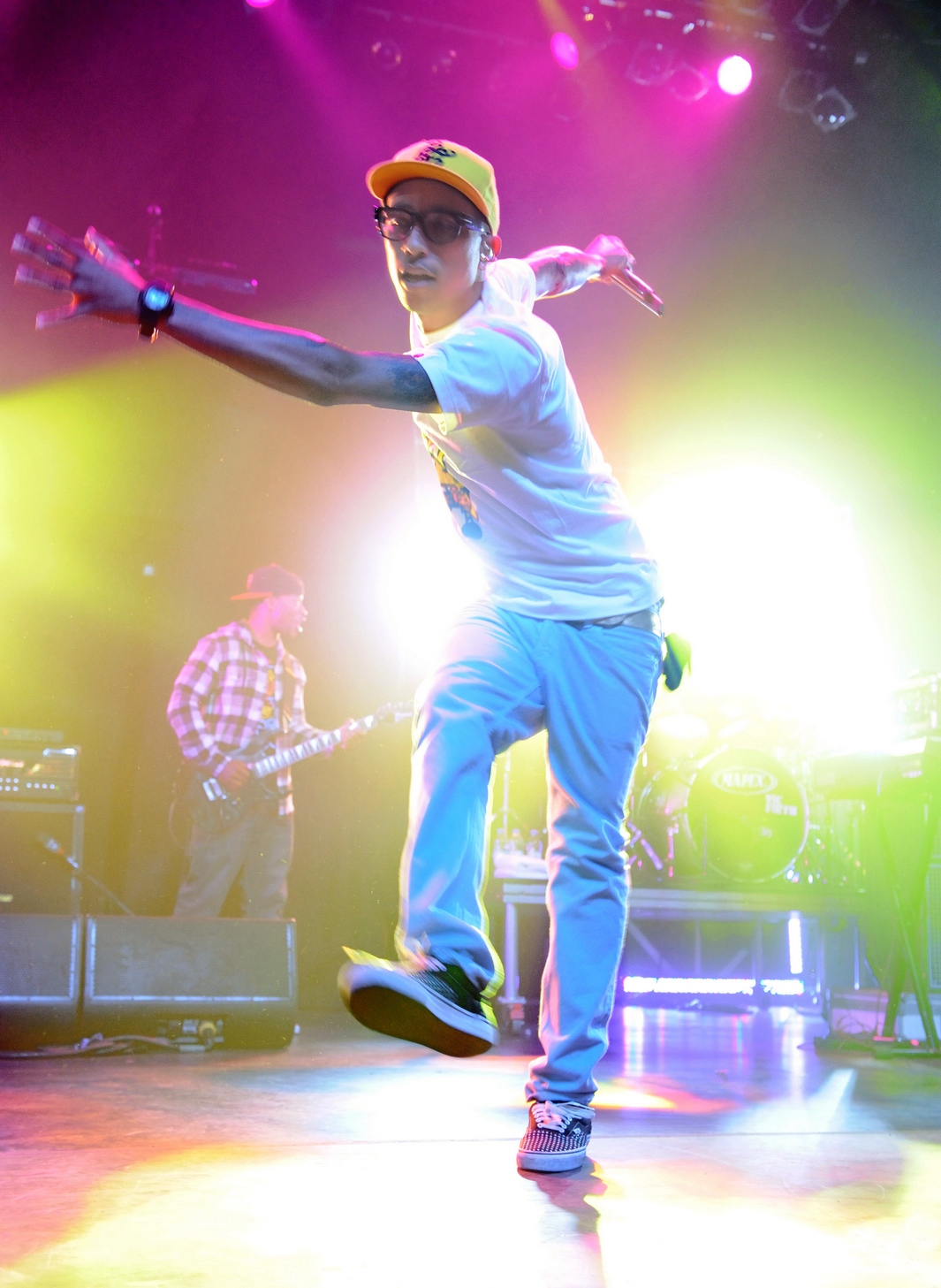
Criticii au fost de păreri diferite în ceea ce privește producția lui Pharrell Williams (în poză) și Chad Hugo pentru „Boys”.

### Critică
Definind cântecul drept „un duet extrem de fierbinte”, Alex Needham de la New Musical Express a spus că „ea cântă despre băieți, iar el cântă despre fete, un concept simplu, și totuși unul eficient, care are ca rezultat cel mai bun single [matur] al lui Britney.” David Browne de la Entertainment Weekly a spus că melodiile produse de cei de la The Neptunes de pe album, „I'm a Slave 4 U” și „Boys” „o întorc pe dos, asta datorită instrumentației reutilizate, dar neavând un groove și o strofă, iar refrenul a fost trădat de un cor slab.” Nicki Tranter de la PopMatters a spus că restul albumului a fost „încercat și testat” de dance-pop, observând faptul că „Boys” și „Cinderella” revede „vechiul teritoriu a lui Britney în care explorează probleme previzibile, inclusiv iubitul ei fiind de neînlocuit, folosirea scenei ca un loc ideal pentru tribunal, și feminitatea sa îndrăgită.” Leah Greenblatt de la Entertainment Weekly a definit piesa ca având „un groove atrăgător, în stilul lui Janet.” Scriitorul ziarului Yale Daily News, Catherine Halaby, a considerat piesa ca „împingerea unui plic (atunci când te gândești la pretențiile ei apetisante) în mod vulgar.

### Comercială
Cântecul nu a reușit să aibă un impact prea mare în Statele Unite ale Americii, apărând doar în clasamentul Billboard Bubbling Under Hot 100, unde  s-a poziționat pe locul 22. „Boys” este, până acum, cel mai slab cântec al lui Britney ca poziție în clasament în Statele Unite. S-a poziționat pe locul 32 în clasamentul Billboard Pop Songs. În Canada, în Canadian Singles Chart, piesa a avut o prezență mai bună, ajungând pe locul 21. „Boys” s-a descurcat mai bine pe plan internațional, apărând în primele 20 poziții din diferite clasamente. Pe UK Singles Chart, cântecul a ajuns pe locul 7. De asemenea, s-a poziționat în top 10 în clasamentul Irish Singles Chart, la fel în topurile belgiene Flandra și Valonia Ultratop. În ARIA Singles Chart din Australia, cântecul a rămas douăsprezece săptămâni în clasament, poziționându-se pe locul 14. „Boys” a primit certificare de aur din partea Australian Recording Industry Association. În cele din urmă, a apărut în top 20 în clasamentele din Germania, Austria, Elveția, Suedia, Finlanda și Danemarca.

## Videoclipul
Videoclipul muzical pentru „Boys” a fost regizat de Dave Meyers. Un bărbat (DJ Quallas), încearcă să intre într-un castel care ține o petrecere în care Spears este invitată. Când paznicii îi refuză accesul pentru că nu se află pe lista de invitați, începe să urle după Spears (după ce a strigat că a servit cereale Fruity Pebbles cu P. Diddy). În timp ce muzica începe, Spears se pregătește pentru petrecere într-un turn al castelului, dansând cu un grup de femei. Urmează o secvență în care este înfățișată curtea castelului, unde Spears și un bărbat stau la capetele opuse ale unei mese lungi. După aceea, Spears se plimbă în jurul unei piscine, în care vede un bărbat (Justin Bruening) înotând. Pe măsură ce încep să interacționeze, Pharrell este la bar cu o femeie. Spears se îndreaptă spre el și încep să vorbească. După aceasta, Spears dansează cu un grup de oameni, inclusiv Mike Myers în rolul de Austin Powers. Actorii Jason Priestley, Justin Bruening și Taye Diggs au apariții scurte în videoclip. Coregrafia sa a fost asemănătoare favorabil cu Janet Jackson. Videoclipul a fost nominalizat la premiile MTV Video Music Awards din 2003 pentru „cel mai bun videoclip dintr-un film”, acesta fiind luat de „Lose Yourself” lui Eminem.

## Interpretări live

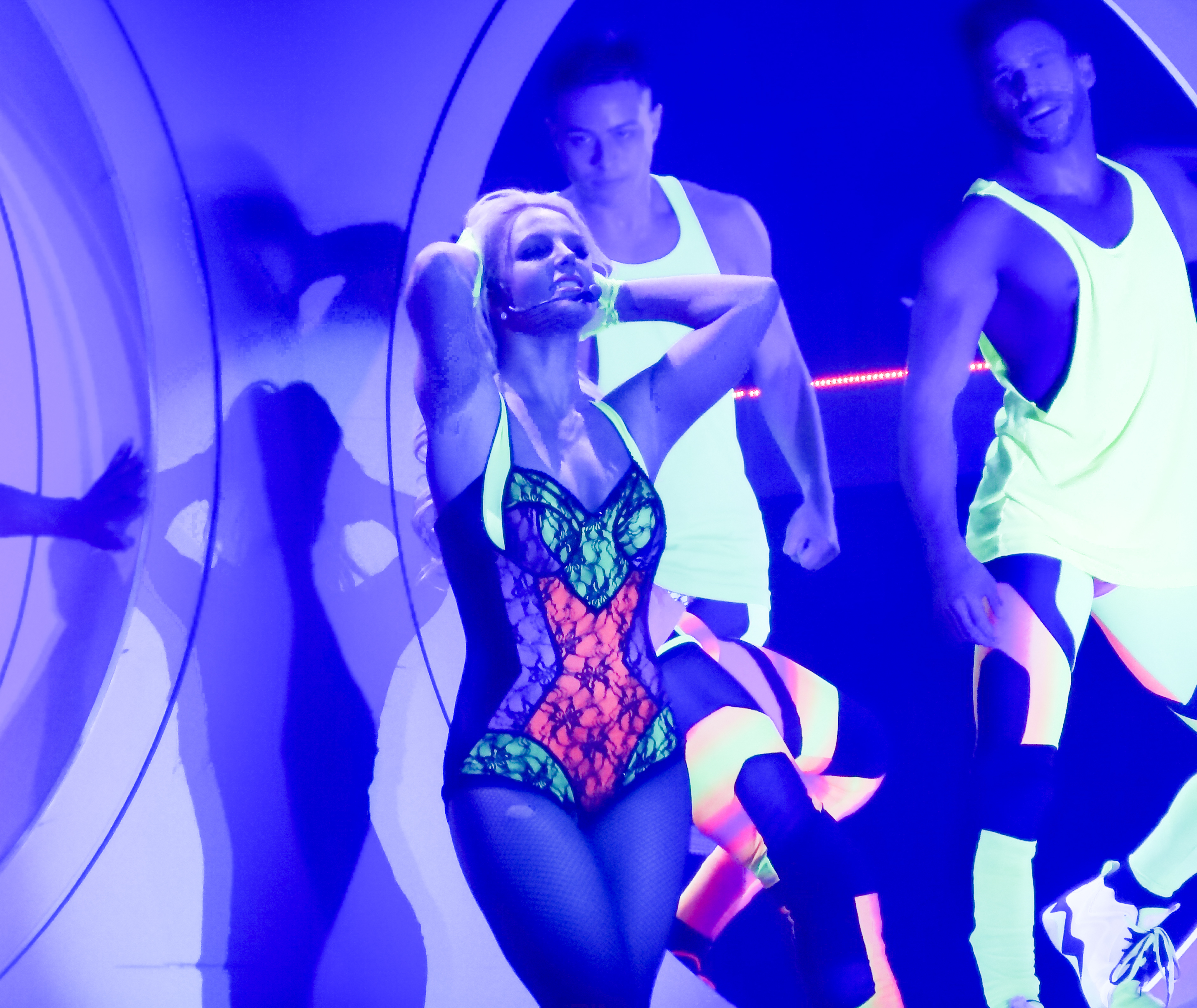
Spears interpretând „Boys” la concertul său Britney: Piece of Me în 2014.

Spears a interpretat „Boys” în diferite ocazii. A interpretat piesa la data de 10 februarie 2002 la NBA All-Star Game din 2002. De asemenea, a interpretat-o în cel de-al douăzeci și șaptelea sezon al spectacolului de televiziune Saturday Night Live la data de 2 februarie 2002. A interpretat piesa într-un amestec între „I'm a Slave 4 U” la concertul său special pentru American Broadcasting Company (ABC), In the Zone, pentru a promova cel de-al patrulea album In the Zone. În Regatul Unit, Spears a interpretat piesa la CD:UK. În anul 2001, în cadrul turneului Dream Within a Dream Tour, Spears a interpretat piesa purtând un maieu și niște bretele. În extinderea turneului din 2002, a înlocuit versiunea originală cu versiunea remix.
La turneul The Onyx Hotel Tour din 2004, au fost prezentați dansatori de sex masculin care o împingeau în timp ce stătea într-un cărucior de bagaje. În timpul interpretării piesei la turneul The Circus Starring Britney Spears, solista a interpretat purtând un costum militar, fiind înconjurată de dansatori, câțiva dintre ei mergând pe biciclete. Transmiterea a fost descrisă ca un „marș militar precum Rhythm Nation.” La turneul Femme Fatale Tour din 2011, Spears poartă o pelerină de aur pentru un număr îmblânzitor de șerpi a piesei. Spears a inclus „Boys” în lista pieselor de la concertul său de reședință din Las Vegas din 2013-2017, Britney: Piece of Me. În timpul acestui spectacol, ea și dansatorii săi poartă ținute din neon. Sophie Schillaci de la MTV a considerat spectacolul ca unul care „a plăcut publicului”.

## Utilizări notabile
Cântecul a fost folosit într-un amestec cu cântecul „Boyfriend” al cântărețului Justin Bieber, fiind interpretat de Kevin McHale și Darren Criss (în rolurile lor de Artie Abrams și Blaine Anderson, respectiv) în serialul muzical Glee în cel de-al doilea episod al sezonului patru, episodul „Britney 2.0” (difuzat la 20 septembrie 2012), care, de asemenea, este un episod omagiu dedicat lui Spears.

## Ordinea pieselor pe disc
| Nr.                                                | Titlul                | Durată |
| -------------------------------------------------- | --------------------- | ------ |
| Vinil distribuit în Regatul Unit                   |                       |        |
| 1.                                                 | „Boys” [A]            | 3:45   |
| 2.                                                 | „Boys” [B]            | 3:45   |
| 3.                                                 | „I'm a Slave 4 U” [C] | 3:23   |
| CD distribuit în diferite teritorii                |                       |        |
| 1.                                                 | „Boys” [A]            | 3:45   |
| 2.                                                 | „Boys” [C]            | 3:26   |
| CD distribuit în Regatul Unit, Germania și Japonia |                       |        |
| 1.                                                 | „Boys” [A]            | 3:45   |
| 2.                                                 | „Boys” [B]            | 3:45   |
| 3.                                                 | „Boys” [C]            | 3:26   |
| 4.                                                 | „Boys” [D]            | 3:26   |

Specificații
- A ^ Remix realizat de „Co-Ed”
- B ^ Remix realizat de „Co-Ed” Instrumental
- C ^ Versiunea albumului de proveniență Britney.
- D ^ Instrumental pentru versiunea albumului.

## Personal
Persoanele care au lucrat la album sunt preluate de pe coperta Britney.
Management
- Înregistrat la studiourile Master Sound, Virginia Beach, Virginia
- Vocea înregistrată la studiourile Right Track, New York City
- Mixat la The Hit Factory, New York City; Windmark Recording, Virginia Beach, Virginia

Personal
- Britney Spears – voce principală, acompaniament vocal
- The Neptunes – producători, textieri, multi-instrumentaliști
- Șerban Ghenea – mixaj
- Andrew Coleman – înregistrare
- Brian Garten – înregistrare
- Dan Milazzo – inginer de sunet
- Tim Roberts – inginer de sunet

## Clasamente
| Țară (clasament)                                            | Poziția maximă | Referință |
| 2002                                                        | 2002           | 2002      |
| ----------------------------------------------------------- | -------------- | --------- |
| Australia (ARIA Singles Chart)                              | 14             | [ 20 ]    |
| Austria (Ö3 Austria Top 40)                                 | 18             | [ 20 ]    |
| Belgia – Flandra (Ultratop)                                 | 7              | [ 20 ]    |
| Belgia – Valonia (Ultratop)                                 | 10             | [ 18 ]    |
| Brazilia (ABPD)                                             | 45             | [ 40 ]    |
| Canada (Canadian Hot 100)                                   | 21             | [ 16 ]    |
| Danemarca (Tracklisten)                                     | 14             | [ 20 ]    |
| Elveția (Schweizer Hitparade)                               | 20             | [ 20 ]    |
| Finlanda (Suomen virallinen lista)                          | 19             | [ 20 ]    |
| Franța (SNEP)                                               | 55             | [ 20 ]    |
| Germania (Official German Charts)                           | 19             | [ 20 ]    |
| Irlanda (IRMA)                                              | 10             | [ 41 ]    |
| Italia (FIMI)                                               | 30             | [ 20 ]    |
| Japonia (Oricon)                                            | 63             | [ 42 ]    |
| Noua Zeelandă (Recorded Music NZ)                           | 39             | [ 20 ]    |
| Regatul Unit (UK Indie Chart)                               | 1              | [ 43 ]    |
| Regatul Unit (UK Singles Chart)                             | 7              | [ 17 ]    |
| România (Romanian Top 100)                                  | 94             | [ 44 ]    |
| Scoția (Official Charts Company)                            | 7              | [ 45 ]    |
| Spania (PROMUSICAE)                                         | 16             | [ 20 ]    |
| Statele Unite ale Americii (Bubbling Under Hot 100 Singles) | 22             | [ 14 ]    |
| Statele Unite ale Americii (Mainstream Top 40)              | 32             | [ 15 ]    |
| Suedia (Sverigetopplistan)                                  | 11             | [ 20 ]    |
| Țările de Jos (Dutch Top 40)                                | 14             | [ 20 ]    |
| Țările de Jos (Single Top 100)                              | 13             | [ 46 ]    |

| Țară (clasament)                | Poziția maximă | Referință |
| 2002                            | 2002           | 2002      |
| ------------------------------- | -------------- | --------- |
| Belgia – Flandra (Ultratop)     | 73             | [ 47 ]    |
| Belgia – Valonia (Ultratop)     | 76             | [ 48 ]    |
| Regatul Unit (UK Singles Chart) | 141            | [ 49 ]    |

## Certificări
| \| Țara \| Vânzări/ puncte \| Certificare \| Referințe \| \| ---------------- \| --------------- \| ----------- \| --------- \| \| Australia (ARIA) \| +35.000 \| \| [19] \| | Note - reprezintă „disc de aur”; |             |           |
| Țara | Vânzări/ puncte                  | Certificare | Referințe |
| Australia (ARIA) | +35.000                          |             | [ 19 ]    |

## Datele lansărilor
| Țara         | Data               | Format       | Casă de discuri          | Referință |
| ------------ | ------------------ | ------------ | ------------------------ | --------- |
| Regatul Unit | 29 iulie 2002      | Compact disc | RCA Records              | [ 36 ]    |
| Japonia      | 7 august 2002      | Compact disc | Sony Music Entertainment | [ 38 ]    |
| Germania     | 30 septembrie 2002 | Compact disc | Sony Music Entertainment | [ 37 ]    |

## Legături externe
- Britney Spears - Boys pe YouTube
- Versurile complete ale acestei piese pe MetroLyrics